# The umbrella
|  | Denne artikel er oprettet af botten PalnaBot ud fra en ekstern database. Den kan derfor have sproglige fejl eller mangler. Denne skabelon kan fjernes efter kontrol af indholdet. |

The umbrella er en film instrueret af Elisabeth Thomsen.

## Handling
London Docklands, April 1985. Dick ligger ubevægelig i en bunke affald efter at være sprunget ud fra 4. sal. Verity står i et badeværelse og vasker paraplyer, mens hun synger en glad forårssang. Rystet af selvmordsforsøget vandrer Dick tilbage til byen, men den unge pigestemme følger ham. En dag vil han finde hende og få en paraply...